# بربیک شرقی-کورنتاین
بربیک شرقی-کورنتاین (به لاتین: East Berbice-Corentyne) یک منطقه در کشور گویان است که در شرق آن واقع شده‌است، مرکز این منطقه شهر نیو آمستردام است.

## خصوصیات
بربیک شرقی-کورنتاین ۳۶٬۲۳۴ کیلومترمربع مساحت و ۱۰۹٬۴۳۱ نفر جمعیت دارد.